# Jeumont
Jeumont ist eine französische Gemeinde mit 10.273 Einwohnern (Stand 1. Januar 2022) im Département Nord in der Region Hauts-de-France. Die Einwohner werden Jeumontois genannt.

## Geografie
Jeumont liegt neun Kilometer nordöstlich von Maubeuge an der Grenze zu Belgien. Teilweise verläuft die Grenze zur belgischen Gemeinde Erquelinnes entlang beidseitig bebauter Straßenzüge. Der Fluss Sambre verläuft kanalisiert durch Jeumont.

## Geschichte
In gallo-römischer Zeit lag Jeumont an der Römerstraße von Bavay (Bagacum Nerviorum) nach Trier (Augusta Treverorum). Der Name der Stadt ist abgeleitet von Iovis mons, „Jupiterberg“.
Im 13. Jahrhundert war der Ort Lehen der Seigneurs von Barbençon (heute Teil von Beaumont), die eine Burg erbauten, von der nur Ruinen erhalten sind.

### Bevölkerungsentwicklung
| Jahr                       | 1962 | 1968   | 1975   | 1982   | 1990   | 1999   | 2011 | 2020   |
| Einwohner                  | 9660 | 10.178 | 10.120 | 11.661 | 11.048 | 10.775 | 9703 | 10.447 |
| Quellen: Cassini und INSEE |      |        |        |        |        |        |      |        |

## Politik
Jeumont gehört zum Gemeindeverband Maubeuge Val de Sambre. Seit 1973 besteht eine Städtepartnerschaft mit der saarländischen Stadt Wadern, die von den Stadtteilen Krettnich und Lockweiler betreut wird.

## Sehenswürdigkeiten
Die Ruinen einer mittelalterlichen Burg in der rue du Château (Burgstraße) sind seit 1997 in das Zusatzverzeichnis der Monuments historiques (historische Denkmale) eingetragen.
Die Kirche Saint-Martin wurde im 18. Jahrhundert anstelle einer älteren Kirche erbaut. In der Kirche befinden sich mehrere Objekte, die als Monument historique klassifiziert sind, darunter die Grabplatte eines Pfarrers, der 1494 verstarb, die Grabplatte eines Seigneurs und seiner Frau aus der zweiten Hälfte des 16. Jahrhunderts und die Grabplatte von Jean de Kessel, Vogt von Jeumont, der 1700 verstarb und seiner Frau Anne de La Biche.
Siehe auch: Liste der Monuments historiques in Jeumont

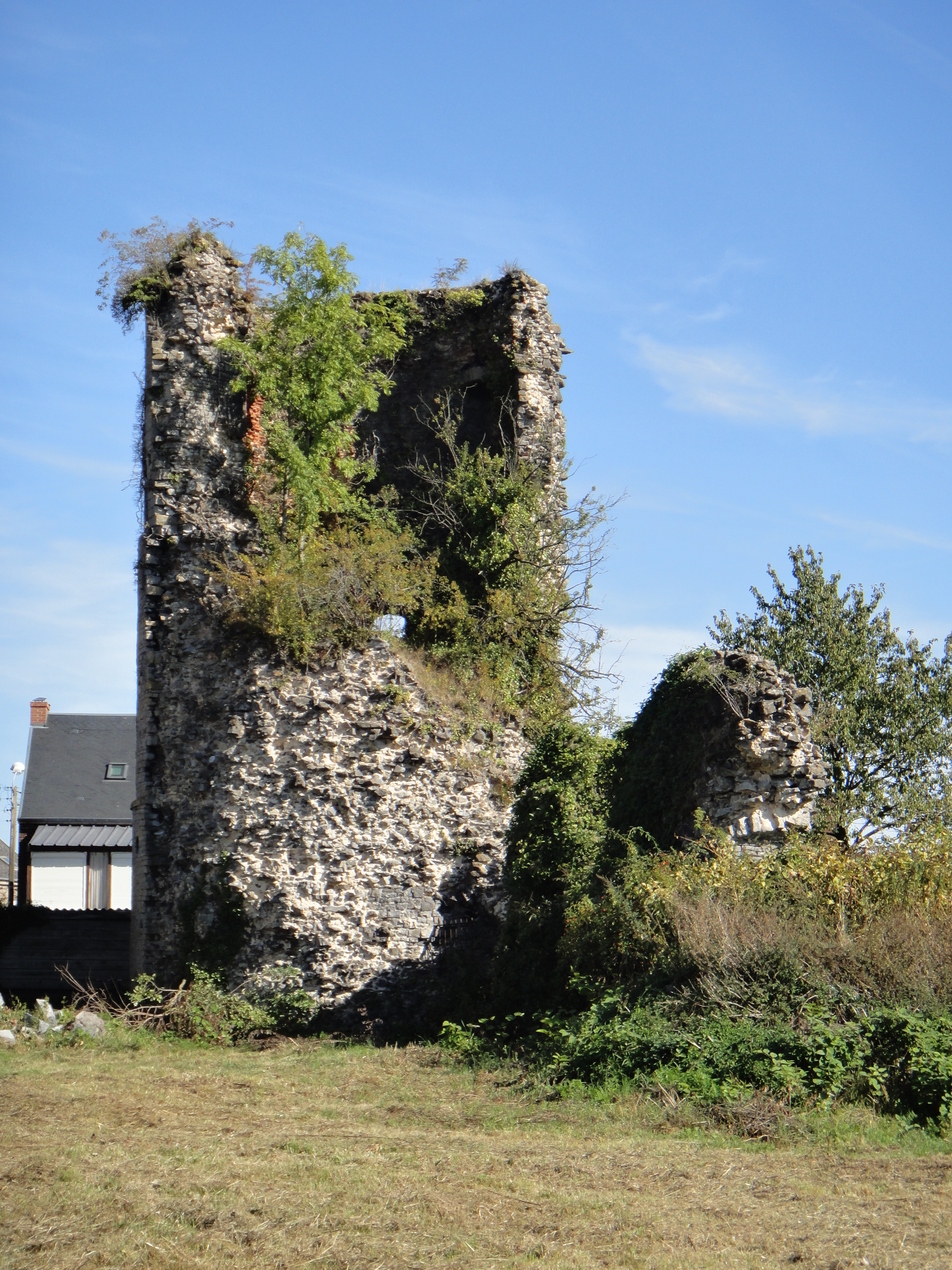
Überreste der mittelalterlichen Burg
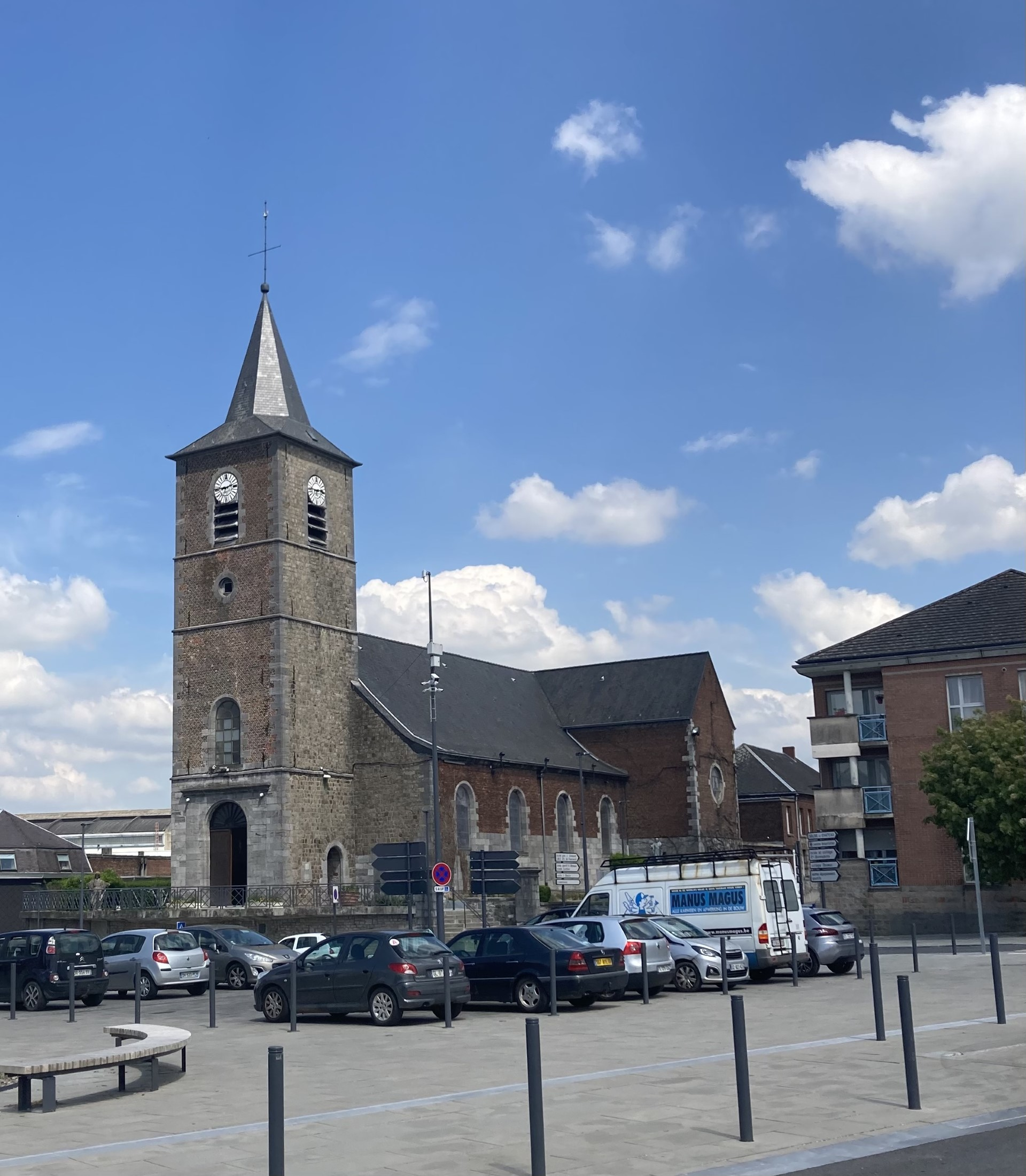
Kirche Saint-Martin
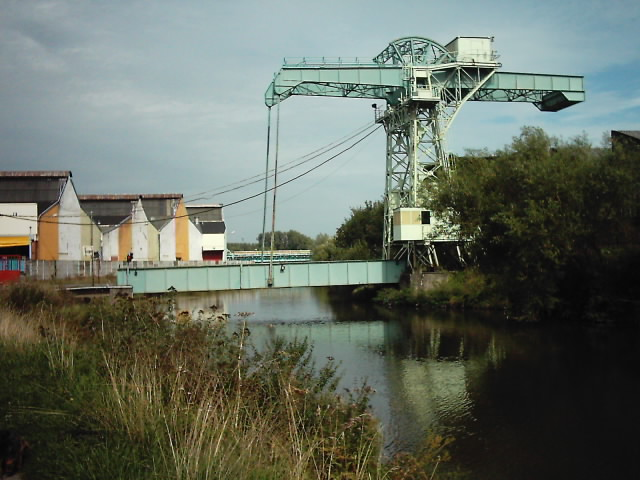
Hubbrücke über die Sambre
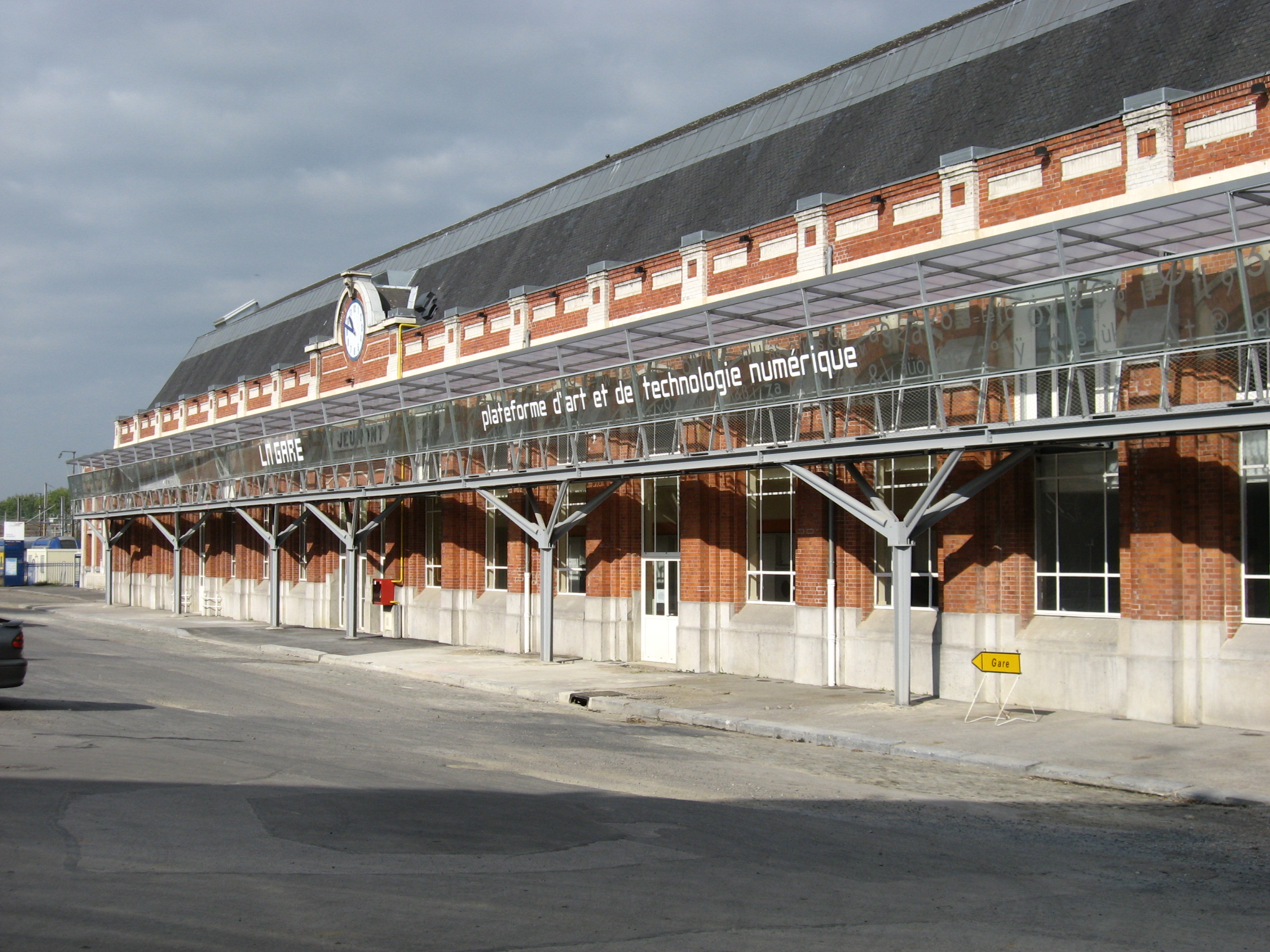
Bahnhof Jeumont
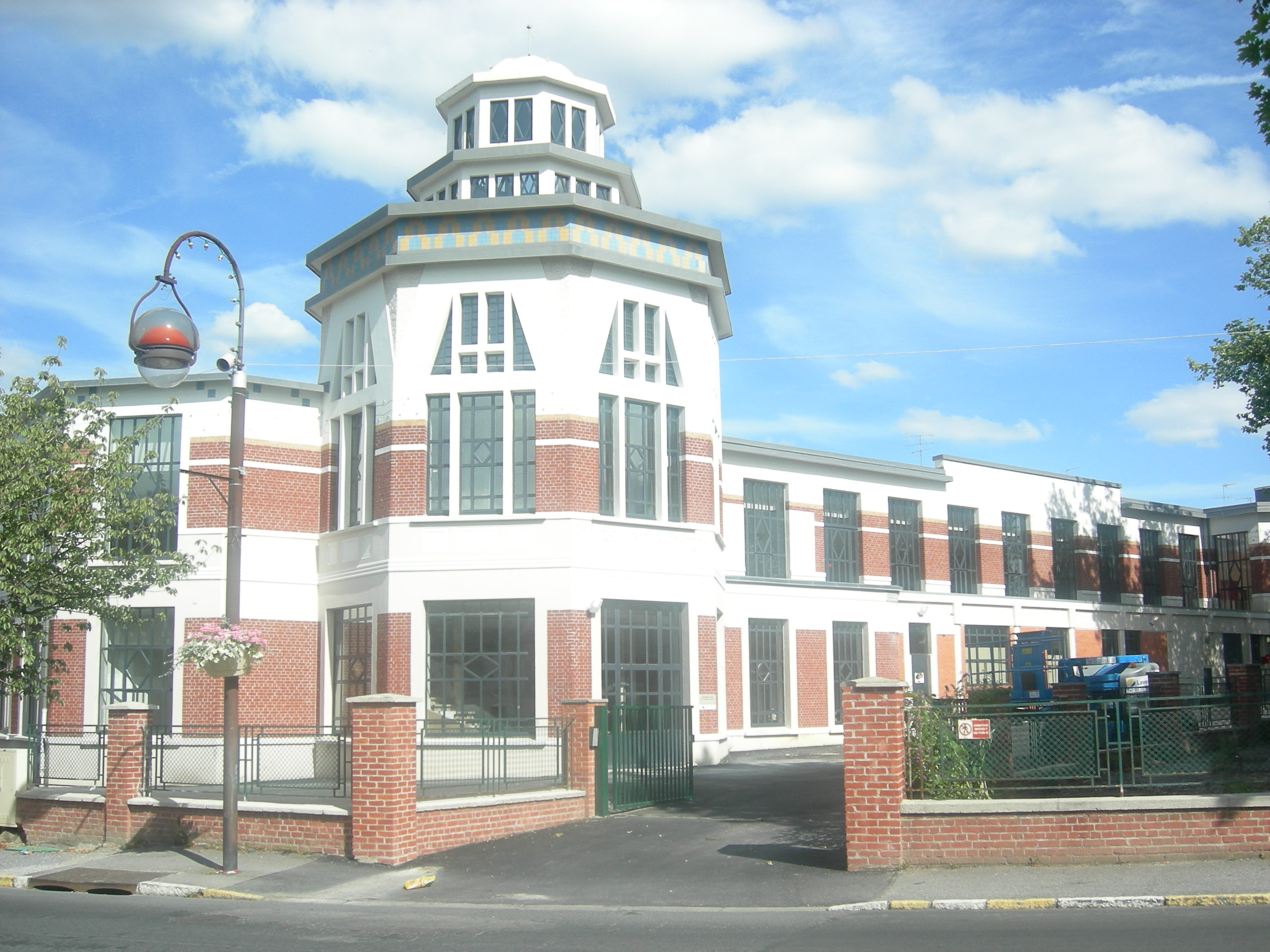
Gesundheitszentrum Albert Riche
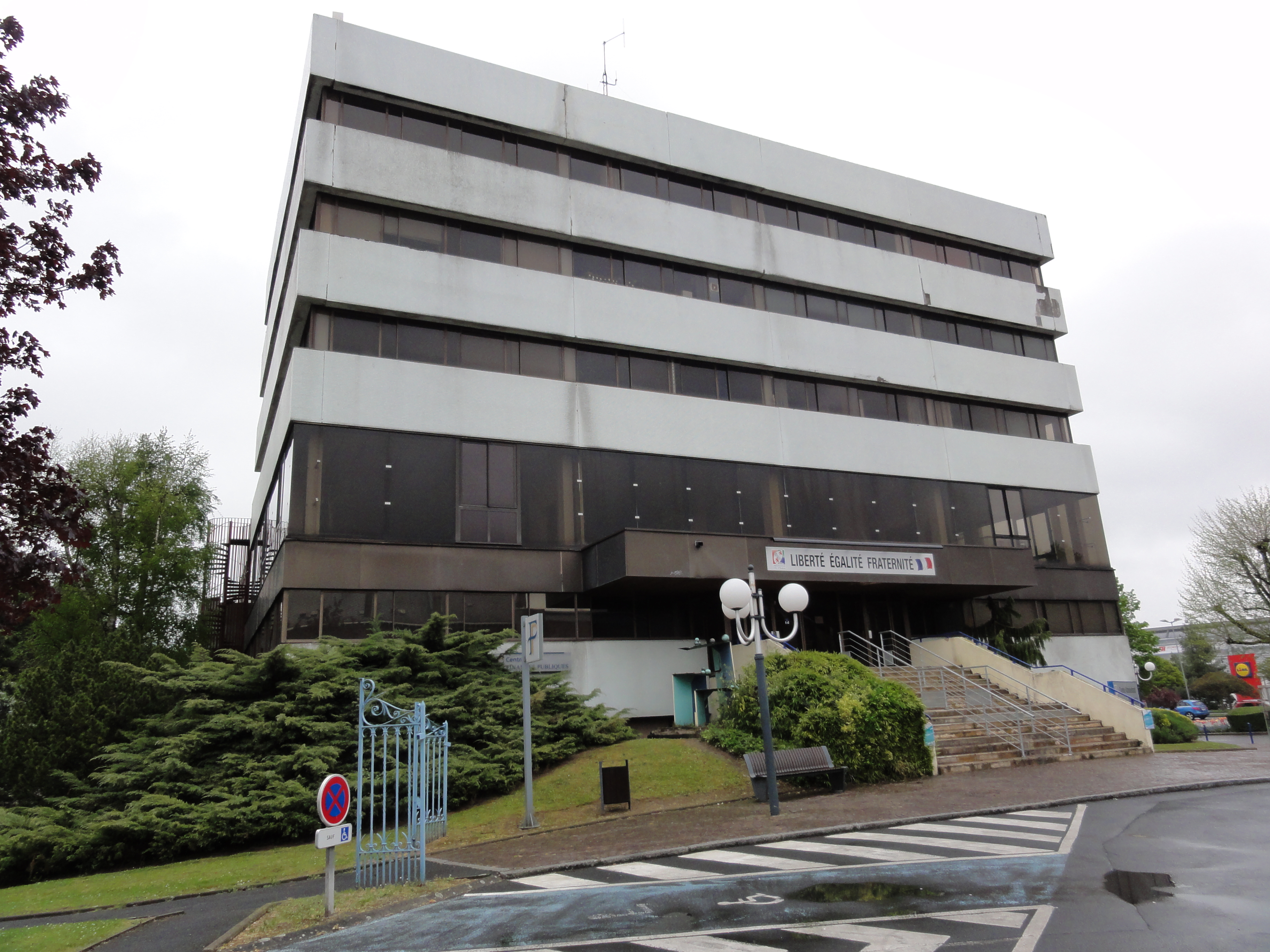
Rathaus (mairie)

## Wirtschaft
In Jeumont werden elektrische Maschinen, Motoren und Kabel hergestellt und Marmor bearbeitet. Früher erschloss die Werksbahn der Carrières Watissart die südlich der Stadt gelegenen Marmor- und Quarzitsteinbrüche.

## Persönlichkeiten
- Jacques Lecat (1910–1989), Autorennfahrer